# Schahriyar (Stadt)
Schahriyar oder Schahrijar (persisch شهريار Schahriyār, DMG Šahryār, auch Schahrīār und Shahriar geschrieben; historisch auch ‘Alī Schāh ‘Avaż, علیشاه عوض ‘Alī Schāh ‘Iważ, DMG ‘Alī-Šāh-e ‘Aważ/‘Eważ) ist eine Stadt und Hauptstadt des Verwaltungsbezirks Schahriyar in der iranischen Provinz Teheran. Bei der Volkszählung im Jahre 2006 hatte Schahriyar eine Bevölkerungszahl von 189.120, aufgeteilt auf 51.814 Familien.
In der Nähe befindet sich der Feuertempel Ataschkade Tacht-e Rostam.